# Руже (герб)
Руже (пол. Róże) — польский дворянский герб.

## Описание
В лазоревом поле, между тремя серебряными розами: двумя по сторонам, третьей внизу — два скрещенных золотых ключа бородками вверх, одна к другой обращенными.
Щит увенчан дворянскими шлемом и короной. Нашлемник: три страусовых пера. Намет на щите лазоревый, подложенный золотом.

## Герб используют
Антон-Целестин Розе, г. Руже, жалован 31.03.1848 дипломом на потомственное дворянское достоинство Царства Польского.